# Ciudadela de Quebec
La Ciudadela de Quebec (en francés: Citadelle de Québec) es una instalación militar activa y la residencia oficial tanto del monarca canadiense como del Gobernador General de Canadá. Se encuentra en lo alto de Cap Diamant, junto a las Llanuras de Abraham en la ciudad de Quebec, Quebec (Canadá). La ciudadela es el edificio militar más antiguo de Canadá, y forma parte de las fortificaciones de la ciudad de Quebec, que es una de las dos ciudades de América del Norte en las que siguen existiendo este tipo de fortificaciones, la otra ciudadela es de Campeche, México.
La Ciudadela es un Sitio Histórico Nacional de Canadá, y forma parte de las fortificaciones del Sitio Histórico de Quebec. La fortaleza se encuentra en el distrito histórico del Viejo Quebec, que fue designado Patrimonio de la Humanidad en 1985. El sitio recibe unos 200.000 visitantes al año.

## Origen
El valor estratégico de Cap Diamant fue identificado por Samuel de Champlain en 1608 y esto le llevó a fundar la ciudad de Quebec en la base del acantilado. El promontorio era prácticamente infranqueable y por lo tanto la única zona del complejo que tuvo que ser fortificada fue el oeste, el único punto no protegido naturalmente por la colina.

## Funciones
La ciudadela diseñada originalmente al modo Vauban es una instalación militar que funciona para las Fuerzas Canadienses, así como una residencia oficial del monarca de Canadá y su gobernador general. Este último, por tradición, reside allí por varias semanas durante el verano, así como otros períodos más cortos durante todo el año. Como se hace en la otra residencia real federal, Rideau Hall en Ottawa, las presentaciones de premios canadienses, investiduras y ceremonias para los embajadores entrantes y salientes y los altos comisionados de Canadá se llevan a cabo en la Ciudadela. La residencia también está abierta al público, así como visitas educativas para los estudiantes.
Una serie de ceremonias militares relacionados con el Real 22.º Regimiento se lleva a cabo en patio de armas de la Ciudadela, como el cambio de guardia y de mando del batallón y la consagración de la cabra como mascota del regimiento. Además, todos los días a mediodía, se dispara un cañonazo desde el fuerte, un sonido que se puede escuchar en toda la ciudad de Quebec. Originalmente, dos armas de fuego eran disparadas cada día, a las 12:00 horas para alertar a los residentes de Quebec de la hora del almuerzo y el Ángelus, o la oración del mediodía y las 9:30 p. m., marcando el toque de queda para los artilleros y soldados en la ciudad. La tradición ha continuado desde 1871, salvo entre 1994 y 2004.